# Вулиця Валентини Радзимовської (Київ)
Ву́лиця Валенти́ни Радзимо́вської — вулиця в Подільському районі міста Києва, місцевість Пріорка, Мостицький масив. Пролягає від проспекту Європейського Союзу до кінця забудови.

## Історія
Вулиця виникла у першій половині XX століття, мала назву (2-й) Межигірський провулок. У 1955 року мала назву Вулиця Брюсова на честь російського поета Валерія Брюсова. До середини 1980-х років існував також провулок Брюсова (пролягав перпендикулярно до вулиці Брюсова).
Сучасна назва на честь української дослідниці біології та медицини, лікарки, засновниці української школи фізіологів та біохіміків — Валентини Радзимовської за рішенням Київської міської ради — з вересня 2024 року. 
Під час знесення старої забудови у 1980-ті роки вулицю значно скорочено. Нині тут знаходиться кілька приватних житлових будинків.

## Пам'ятки історії
У будинку № 20/16, збудованому на початку XX століття, з 1905 по 1944 рік проживав український художник Фотій Красицький. На фасаді будинку 14 червня 1977 року встановлено бронзову меморіальну дошку, скульпторка Оксана Супрун, архітектор Костянтин Сидоров. Будинок є пам'яткою історії місцевого значення.
У 1980-ті роки будинок збирались зносити задля спорудження Мостицького масиву. Наразі будинок належить нащадками художника, саме завдяки їм будинок разом вулицею було збережено.

## Зображення

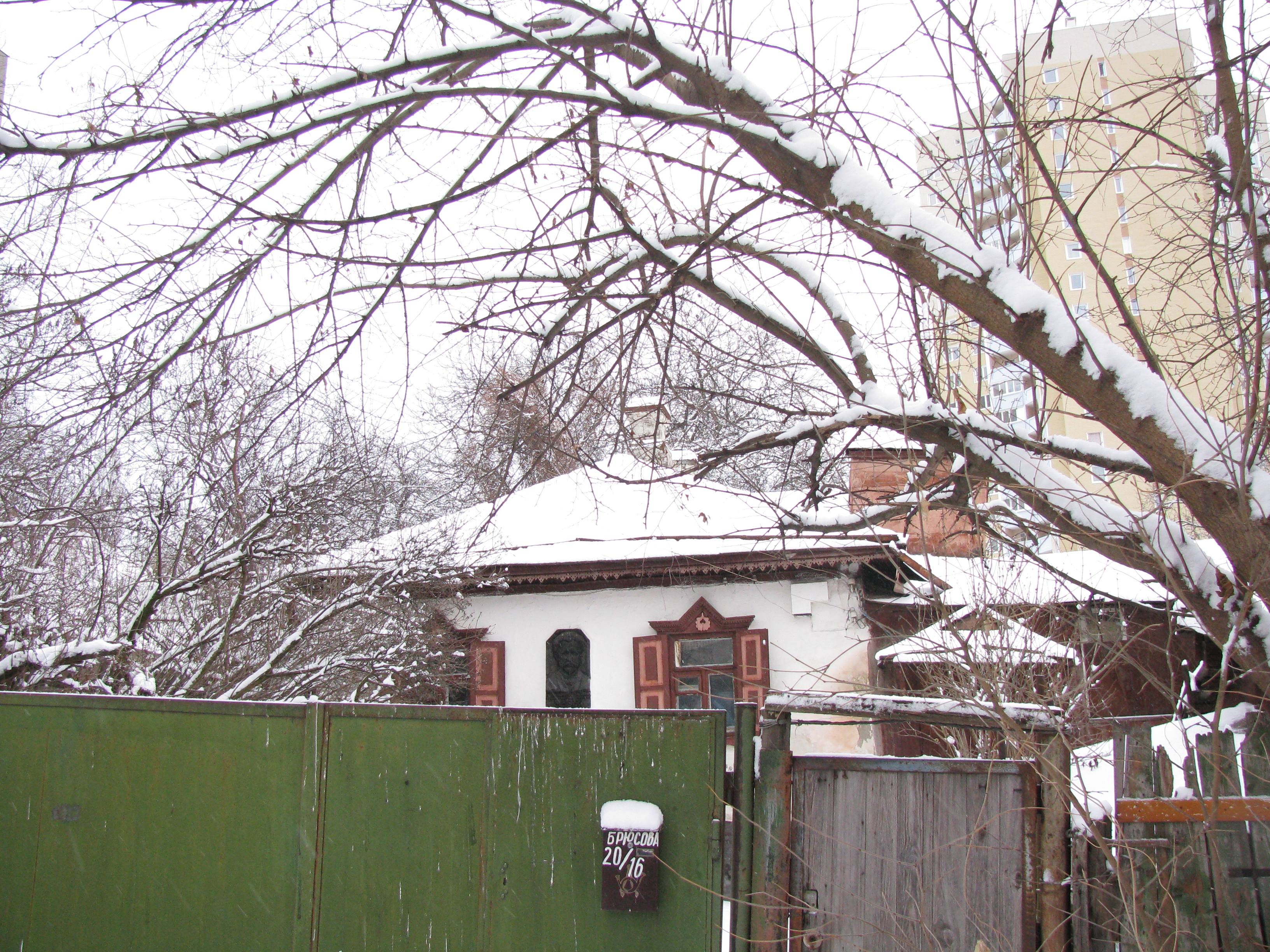
Будинок, в якому у 1905–1944 роках мешкав художник Фотій Красицький (буд. № 20/16)
Меморіальна дошка на будинку № 20/16